# Mistrzostwa Europy U-21 w Piłce Nożnej 2011
Mistrzostwa Europy U-21 w piłce nożnej 2011 odbyły się w Danii. Była to 18. edycja tego turnieju rozgrywanego pod egidą UEFA. Gospodarz został wybrany 10 grudnia 2008 roku. Mistrzostwa stanowiły jednocześnie eliminacje do Igrzysk Olimpijskich w Londynie. Do turnieju finałowego awansowały trzy najlepsze drużyny.

## Kwalifikacje
W eliminacjach wzięły udział 52 reprezentacje narodowe, podzielone na 10 grup. Zwycięzcy grup oraz cztery najlepsze drużyny awansowały do fazy play-off – 7 dwumeczy, których zwycięzcy awansowali do turnieju finałowego.

### Zakwalifikowane drużyny
| Kraj       | Zakwalifikowana jako | Poprzednie występy                                                          | Najlepszy występ          |
| ---------- | -------------------- | --------------------------------------------------------------------------- | ------------------------- |
| Dania      | gospodarz            | 4 (1978, 1986, 1992, 2006)                                                  | Półfinał (1992)           |
| Białoruś   |                      | 2 (2004, 2009)                                                              | Faza grupowa (2004, 2009) |
| Czechy     |                      | 4 (1996, 2000, 2002, 2007)                                                  | Mistrzostwo (2002)        |
| Anglia     |                      | 10 (1978, 1980, 1982, 1984, 1986, 1988, 2000, 2002, 2004, 2006, 2007, 2009) | Mistrzostwo (1982, 1984)  |
| Islandia   |                      | debiutant                                                                   | debiutant                 |
| Hiszpania  |                      | 10 (1982, 1984, 1986, 1988, 1990, 1994, 1996, 1998, 2000, 2009)             | Mistrzostwo (1986, 1998)  |
| Szwajcaria |                      | 2 (2002, 2004)                                                              | Półfinał (2002)           |
| Ukraina    |                      | 1 (2006)                                                                    | Finał (2006)              |

## Stadiony
| Aarhus            | Aalborg           | Viborg           | Herning          |
| ----------------- | ----------------- | ---------------- | ---------------- |
| NRGi Park         | Energi Nord Arena | Viborg Stadion   | SAS Arena        |
| Pojemność: 21,000 | Pojemność: 10,500 | Pojemność: 9,566 | Pojemność: 9,500 |
|                   |                   |                  |                  |

## Grupa A
| Zespół     | Pkt | M | W | R | P | Br+ | Br− | +/− |
| ---------- | --- | - | - | - | - | --- | --- | --- |
| Szwajcaria | 9   | 3 | 3 | 0 | 0 | 6   | 0   | +6  |
| Białoruś   | 3   | 3 | 1 | 0 | 2 | 3   | 5   | -2  |
| Islandia   | 3   | 3 | 1 | 0 | 2 | 3   | 5   | -2  |
| Dania      | 3   | 3 | 1 | 0 | 2 | 3   | 5   | -2  |

| 11 czerwca 2011 18:00 CET | Białoruś · Warankau 77' (k) · Skawysz 87' | 2:0(0:0) | Islandia | NRGi Park, Aarhus Sędzia: Ałeksandar Stawrew |
|                           |                                           |          |          |                                              |

| 11 czerwca 2011 20:45 CET | Dania | 0:1(0:0) | Szwajcaria · 48' Shaqiri | Energi Nord Arena, Aalborg Sędzia: Robert Schörgenhofer |
|                           |       |          |                          |                                                         |

| 14 czerwca 2011 18:00 CET | Szwajcaria · Frei 1' · Emeghara 40' | 2:0(2:0) | Islandia | Energi Nord Arena, Aalborg Sędzia: Marijo Strahonja |
|                           |                                     |          |          |                                                     |

| 14 czerwca 2011 20:45 CET | Dania · Eriksen 22' · Jørgensen 71' | 2:1(1:1) | Białoruś · 20' Baha | NRGi Park, Aarhus Sędzia: Paolo Tagliavento |
|                           |                                     |          |                     |                                             |

| 18 czerwca 2011 20:45 CET | Islandia · Sigthórsson 58' · Bjarnason 60' · Valgardsson 90+2' | 3:1(0:0) | Dania · 80' Kadrii | Energi Nord Arena, Aalborg Sędzia: Milorad Mažić |
|                           |                                                                |          |                    |                                                  |

| 18 czerwca 2011 20:45 CET | Szwajcaria · Mehmedi 6' (k), 43' · Feltscher 90+3' | 3:0(2:0) | Białoruś | NRGi Park, Aarhus Sędzia: Markus Strömbergsson |
|                           |                                                    |          |          |                                                |

## Grupa B
| Zespół    | Pkt | M | W | R | P | Br+ | Br− | +/− |
| --------- | --- | - | - | - | - | --- | --- | --- |
| Hiszpania | 7   | 3 | 2 | 1 | 0 | 6   | 1   | +4  |
| Czechy    | 6   | 3 | 2 | 0 | 1 | 4   | 4   | 0   |
| Anglia    | 2   | 3 | 0 | 2 | 1 | 2   | 3   | -1  |
| Ukraina   | 1   | 3 | 0 | 1 | 2 | 1   | 5   | -4  |

| 12 czerwca 2011 18:00 CET | Czechy · Dočkal 49', 56' | 2:1(0:0) | Ukraina · 87' Biły | Viborg Stadion, Viborg Sędzia: Milorad Mažić |
|                           |                          |          |                    |                                              |

| 12 czerwca 2011 20:45 CET | Hiszpania · Herrera 14' | 1:1(1:0) | Anglia · 88' Welbeck | SAS Arena, Herning Sędzia: Markus Strömbergsson |
|                           |                         |          |                      |                                                 |

| 15 czerwca 2011 18:00 CET | Czechy | 0:2(0:1) | Hiszpania · 27', 47' Adrián | Viborg Stadion, Viborg Sędzia: Robert Schörgenhofer |
|                           |        |          |                             |                                                     |

| 15 czerwca 2011 20:45 CET | Ukraina | 0:0 | Anglia | SAS Arena, Herning Sędzia: Ałeksandar Stawrew |
|                           |         |     |        |                                               |

| 19 czerwca 2011 20:45 CET | Anglia · Welbeck 76' | 1:2(0:0) | Czechy · 89' Chramosta · 90+4' Pekhart | Viborg Stadion, Viborg Sędzia: Paolo Tagliavento |
|                           |                      |          |                                        |                                                  |

| 19 czerwca 2011 20:45 CET | Ukraina | 0:3(0:2) | Hiszpania · 10', 72' (k) Mata · 26' Adrián | SAS Arena, Herning Sędzia: Marijo Strahonja |
|                           |         |          |                                            |                                             |

## Faza pucharowa
|  |                      |            |           |                     |   |            |            |       |
|  | Półfinały            | Półfinały  | Półfinały |                     |   | Finał      | Finał      | Finał |
|  | Półfinały            | Półfinały  | Półfinały |                     |   | Finał      | Finał      | Finał |
|  | 22 czerwca - Herning |            |           |                     |   |            |            |       |
|  |                      |            |           |                     |   |            |            |       |
|  | Szwajcaria           | Szwajcaria | 1 (d.)    |                     |   |            |            |       |
|  | Szwajcaria           | Szwajcaria | 1 (d.)    | 25 czerwca – Aarhus |   |            |            |       |
|  | Czechy               | Czechy     | 0         |                     |   |            |            |       |
|  | Czechy               | Czechy     | 0         |                     |   | Szwajcaria | Szwajcaria | 0     |
|  | 22 czerwca – Viborg  |            |           |                     |   | Szwajcaria | Szwajcaria | 0     |
|  |                      |            | Hiszpania | Hiszpania           | 2 |            |            |       |
|  | Hiszpania            | Hiszpania  | Hiszpania | Hiszpania           | 2 | 3 (d.)     |            |       |
|  | Hiszpania            | Hiszpania  |           |                     |   |            |            |       |
|  | Białoruś             | Białoruś   | 1         |                     |   |            |            |       |
|  | Białoruś             | Białoruś   | 1         | Mecz o 3. miejsce   |   |            |            |       |
|  |                      |            |           |                     |   |            |            |       |
|  | 25 czerwca – Aalborg |            |           |                     |   |            |            |       |
|  |                      |            |           |                     |   |            |            |       |
|  | Czechy               | Czechy     | 0         |                     |   |            |            |       |
|  | Czechy               | Czechy     | 0         |                     |   |            |            |       |
|  | Białoruś             | Białoruś   | 1         |                     |   |            |            |       |
|  | Białoruś             | Białoruś   | 1         |                     |   |            |            |       |

### Półfinały
| 22 czerwca 2011 18:00 CET | Hiszpania · Adrián 89', 105' · Jeffrén 113' | 3:1, po dogrywce(0:1), (1:1) | Białoruś · 38' Warankau | Viborg Stadion, Viborg Sędzia: Markus Strömbergsson |
|                           |                                             |                              |                         |                                                     |

| 22 czerwca 2011 21:00 CET | Szwajcaria · Mehmedi 114' | 1:0, po dogrywce(0:0), (0:0) | Czechy | SAS Arena, Herning Sędzia: Robert Schörgenhofer |
|                           |                           |                              |        |                                                 |

### Mecz o 3 miejsce
Mecz o 3 miejsce będzie meczem o prawo udziału na Igrzyskach Olimpijskich w Londynie w 2012 roku.
| 25 czerwca 2011 15:00 CET | Czechy | 0:1(0:0) | Białoruś · 88' Filipienka | Energi Nord Arena, Aalborg Sędzia: Milorad Mažić |
|                           |        |          |                           |                                                  |

## Finał
| 25 czerwca 2011 20:45 CET | Szwajcaria | 0:2(0:1) | Hiszpania · 41' Herrera · 82' Alcántara | NRGi Park, Aarhus Sędzia: Paolo Tagliavento |
|                           |            |          |                                         |                                             |

## Strzelcy
5 Bramki
- Adrián López

3 Bramki
- Admir Mehmedi

2 Bramki
- Danny Welbeck
- Andrej Warankau
- Bořek Dočkal
- Juan Mata
- Ander Herrera

1 Bramka
- Maksim Skawysz
- Dzmitryj Baha
- Jahor Filipienka
- Jan Chramosta
- Tomáš Pekhart
- Christian Eriksen
- Nicolai Jørgensen
- Bashkim Kadrii
- Jeffrén Suárez
- Thiago Alcántara
- Kolbeinn Sigthórsson
- Birkir Bjarnason
- Hjörtur Valgardsson
- Xherdan Shaqiri
- Fabian Frei
- Innocent Emeghara
- Frank Feltscher
- Maksym Biły

## Klasyfikacja końcowa
| Lp. | Drużyna    | Kwalifikacje |
| --- | ---------- | ------------ |
|     | Hiszpania  | IO 2012      |
|     | Szwajcaria | IO 2012      |
|     | Białoruś   | IO 2012      |
| 4.  | Czechy     |              |
| 5.  | Islandia   |              |
| 6.  | Dania      |              |
| 7.  | Anglia     |              |
| 8.  | Ukraina    |              |